# Östliche Indigonatter
Die Östliche Indigonatter (Drymarchon couperi) ist eine ungiftige amerikanische Schlangenart aus der Familie der Nattern (Colubridae). Die Art gilt als die längste Schlange der USA und wurde 1842 von dem US-amerikanischen Zoologen John Edwards Holbrook erstbeschrieben. Sie ist nach James Hamilton Couper benannt, der Exemplare zur Beschreibung der Art sammelte.
Der deutsche Name der Art kommt von den schillernden Bauchschuppen, die bei besonderen Lichtverhältnissen schwärzlich-violett glänzen.

## Merkmale
Männchen werden bis zu 2,6 m lang und 5 kg schwer; Weibchen erreichen dagegen nur eine Länge von bis zu 2 m und bringen dabei maximal 3 kg auf die Waage. Östliche Indigonattern sind am ganzen Körper glänzend-schillernd blauschwarz gefärbt, nur an Kinn, Hals und Wangen kann eine cremefarbene, orange oder rote Färbung hervortreten.

## Lebensweise

### Ernährung
Die Östliche Indigonatter ernährt sich hauptsächlich von anderen Schlangen, Schildkröten, Eidechsen, Säugetieren, Froschlurchen, Vögeln und Eiern. Die Beutetiere werden mit einem kräftigen Biss getötet und mit dem Kopf voran im Ganzen verschlungen. Beobachtungen von Biologen lassen vermuten, dass die Östliche Indigonatter immun gegen das Gift ihrer erbeuteten Schlangen ist.

### Territorialverhalten
Männchen zeigen ein ausgeprägtes Territorialverhalten. Das Revier eines einzelnen Individuums ist bis zu 1600 ha groß.

### Fortpflanzung
Die Schlangenart ist ovipar.
Die Brutsaison dauert von Oktober bis Februar. In dieser Zeit halten sich Östliche Indigonattern meist in Sandhügeln oder in Höhlen von Gopherschildkröten auf und sind auch bei Temperaturen aktiv, die für andere Schlangen zu kalt sind. Die 4 bis 12 Eier werden im Mai oder Juni gelegt und sind etwa 75 mm groß. Sie sind cremefarben mit grober Körnung. Die frisch geschlüpften Jungtiere sind etwa 40 cm lang und wiegen etwa 40 g. Sie fressen dieselben Tiere wie die adulten Schlangen, nur etwas kleinere.

## Vorkommen

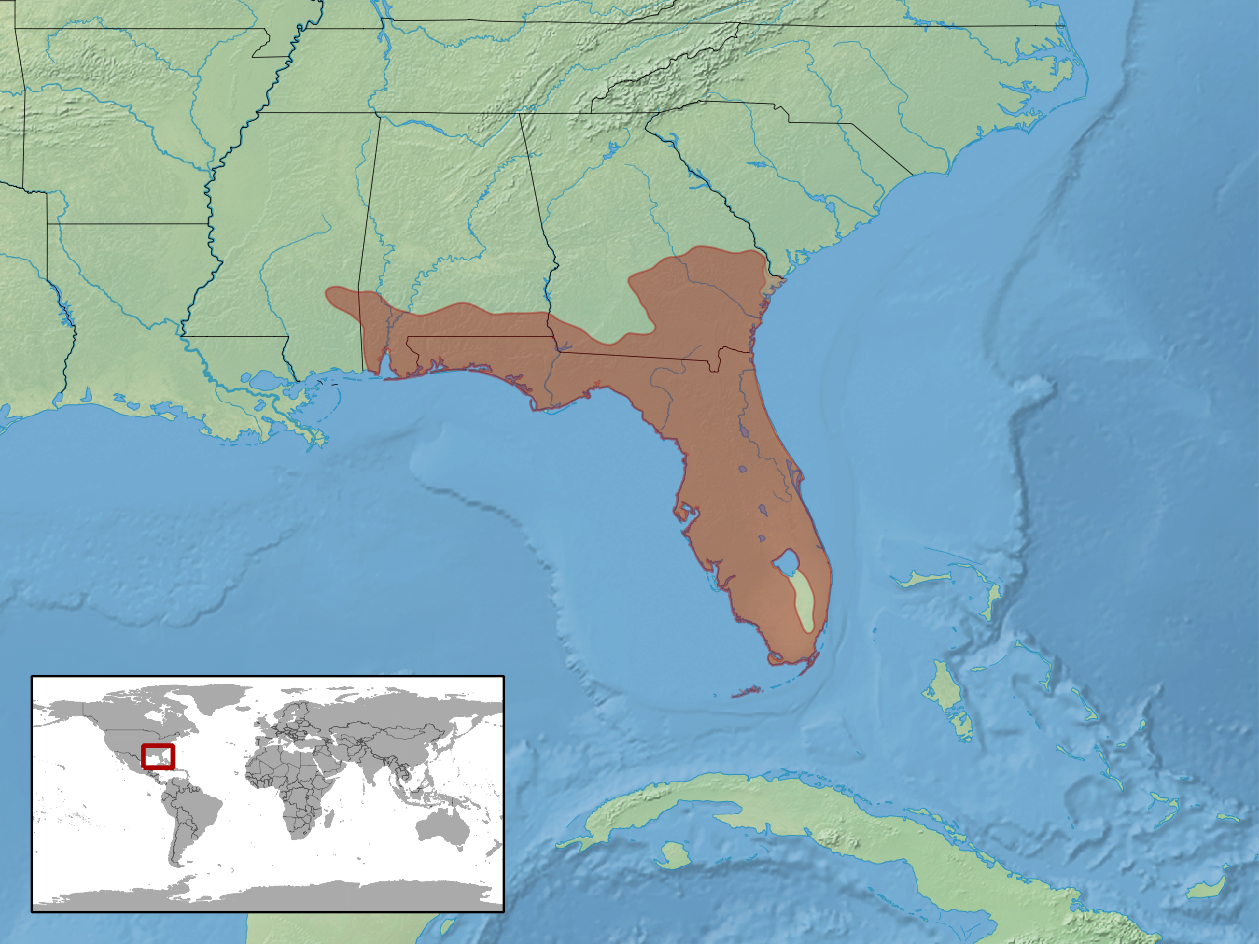
Verbreitungsgebiet der Östlichen Indigonatter

Die Östliche Indigonatter kommt nur in den USA, und zwar in Florida und in benachbarten Staaten vor. Sie bewohnt Kiefern- und Eichenwälder, trockene Lichtungen, ausgetrocknete und schattige Bachbetten, Zuckerrohrfelder und Uferdickicht mit wasserdurchlässigen, trockenen Sandböden. Dabei findet sie sich insbesondere in der Nähe von Feuchtgebieten.

## Gefährdungsstatus
Die Art wird von der IUCN aufgrund ihres weiten Verbreitungsgebietes als nicht gefährdet (Least Concern) eingestuft. Die Gesamtpopulation wird auf über 10.000 Individuen geschätzt.
Die Hauptbedrohung für Östliche Indigonattern stellt der Mensch dar. Autobahnen, mutwillige Tötungen und die illegale Mitnahme zum Verkauf als Terrarientiere setzen dem Bestand sichtlich zu. Außerdem sind sie zur Brut auf die Höhlen von Gopherschildkröten angewiesen, durch deren Rückgang auch die Höhlen weniger werden.

## Terraristik
Die Östliche Indigonatter wird manchmal in Terrarien gehalten. Sie benötigt tagsüber eine Temperatur von 25–30 °C und nachts eine Temperatur von etwa 22 °C sowie eine Luftfeuchtigkeit von 50–60 %. Das Terrarium sollte mindestens eine Größe von 200 × 100 × 100 cm haben und nicht von anderen Schlangen bewohnt sein, da diese für die Östliche Indigonatter potentielle Beute sind. Da Indigonattern sehr intelligent und aktiv sind, empfiehlt es sich, das Terrarium mit Pflanzen und hohlen Baumstämmen auszustatten.
In Gefangenschaft wird die Schlangenart bis zu 25 Jahre alt.